# Liverpool Walton

Liverpool Walton dans le Merseyside.

La circonscription de Liverpool Walton est une circonscription électorale anglaise située dans le Merseyside et représentée à la Chambre des communes du Parlement britannique.